# Wikipédia en minnan
Wikipédia en minnan (en minnan : Holopedia ou Wikipedia Bân-lâm-gú) est l’édition de Wikipédia en minnan (en anglais : Southern Min), langue chinoise parlée dans le Sud de la  Chine et à Taïwan. L'édition est lancée en mai 2004. Son code est : zh-min-nan, bien que le code pour le minnan dans la norme ISO 639-3 est nan.
Au 21 mars 2025, l'édition en minnan contient 433 629 articles et compte 66 751 contributeurs, dont 87 contributeurs actifs et 4 administrateurs.
L'autre édition en langue min est la Wikipédia en mindong qui compte 16 647 articles.

## Présentation
L'édition en mindong est écrit à l'origine en utilisant uniquement le foochow romanisé. Le 23 juin 2013, influencé par la création de la version en caractères chinois de la Wikipédia en hakka, la Wikipédia en mindong commence à mettre en place une page d'accueil en caractères chinois, et depuis lors, les caractères chinois sont progressivement apparus. Ce projet est également le deuxième projet de Wikipédia chinois à utiliser à la fois l'alphabet latin et les caractères chinois.

Aire de diffusion des langues chinoises.
Les dialectes des langues min (en bleu ciel).

## Statistiques
- Le 5 mars 2015, l'édition en minnan compte 12 776 articles et 21 304 utilisateurs enregistrés[3], ce qui en fait la 119e[4] édition linguistique de Wikipédia par le nombre d'articles et la 89e[5] par le nombre d'utilisateurs enregistrés, parmi les 287 éditions linguistiques actives.
- Le 17 octobre 2022, elle contient 431 869 articles et compte 54 703 contributeurs, dont 91 contributeurs actifs et 6 administrateurs.
- Le 12 septembre 2024, elle contient 433 274 articles et compte 64 256 contributeurs, dont 88 contributeurs actifs et 4 administrateurs.